# Пулевые щипцы
Пулевые щипцы (лат. vulsellum, жарг. пулёвки) — хирургический инструмент, относящийся к группе инструментов для фиксации и экспозиции тканей, представляющий собой кремальерный зажим, щёчки которого представляют собой сходящиеся по прямой остроконечные крючки. Обычно изготавливается длинным — длиной 18—20 см. Различные модификации инструмента предлагались Барреттом, Шрёдером, Поцци.
Предназначались для извлечения из раны мягких свинцовых пуль, ныне используются при различных гинекологических вмешательствах для захватывания и удержания шейки и тела матки.